# 香川县明善短期大学
香川县明善短期大学（日语：／ Kagawaken Meizen Tankidaigaku *），简称明善短大，是过去一所位于日本香川县高松市的私立短期大学。

## 概要

### 简介
- 源流成立于1917年[1]。短期大学为于1956年开办[2]、由学校法人香川县明善学园经营。招収只女学生从开办。招生到于2002年、正式停办于2004年[3]。

### 历史
- 1956年 香川县明善短期大学成立并同时设置一个学科即家政科[2]。
- 1969年 家政科改名为家政学科（再次改名为生活学科于1998年）、英语学科成立（但招生到于1999年、正式停办于2002年）[3]
- 1992年 食物专攻成立于专科[2]。
- 1999年 生活学科分离为三个专攻、以下列举[2]。
  - 生活学专攻
  - 食物营养专攻
- 2002年 招生最后、次年停止招生（正式停办于2004年5月28日[3]）。

## 学校环境
- 龟冈校区：在了香川县高松市、有了生活学科。
- 国分寺校区：在了香川县绫歌郡国分寺町、有了英语学科[注 1]。

## 组织

### 学科
- 生活学科
  - 生活学专攻
  - 食物营养专攻
  - 生活福利专攻
- 英语学科[注 1]

### 专科
| - 食物专攻 |

### 业余课程
| - 没有 |

## 相关链接
- 日本短期大学列表